# Luke Brandon Field
Luke Brandon Field (bürgerlich Shoefield, * 21. März 1988 in London) ist ein britischer Schauspieler und Musiker. 

## Persönliches
Field wuchs in London in einem Musik-Viertel auf. Sein Vater Gary Shoefield war der Manager der Glam-Rock-Band The Sweet, wodurch Field deren Leadsänger Brian Connolly in seinen letzten Lebensjahren kennenlernte, und er mit der Musik von David Bowie und Marc Bolan aufwuchs. Später arbeitete Shoefield als Film- und Fernsehproduzent. Ein persönlicher Freund seines Vaters und Fields Pate ist der Schauspieler Patrick McGoohan, der Field als Kind erstmals für Theaterstücke interessierte.
Field ist jüdischen Hintergrunds und identifiziert sich als jüdisch, aber nicht orthodox. Sein Großvater gehörte zu einer Gruppe, die auf den Straßen Ostlondons die letzten verbliebenen Nazis bekämpfte.

## Ausbildung und Karriere
Nach einem Gap Year nach der High School schrieb er sich an einer Schauspielschule in New York ein, auf die er mit 18 Jahren ging. Anschließend kam er auf die Filmschule der University of California, Los Angeles, für die er als einzige Person aus dem Vereinigten Königreich in dem Jahr ein Stipendium erhielt. Seinen Abschluss machte er 2011 in Filmtheorie und Schauspiel. Am Tag seines Abschlusses erhielt er seine erste professionelle Filmrolle, die Hauptrolle in dem Independentfilm When the Road Meets the Sun. Nach der Universität zog er zurück nach London. Nach einigen weiteren kleineren Rollen in England zog er während einer Phase, in der die Zahl an Produktionen zurückging, nach Los Angeles.
Erste größere Bekanntheit erlangte Field 2019 durch den Film Jojo Rabbit in einer antagonistischen Rolle als Hitlerjugend-Mitglied. Im DC-Film The Flash von 2023 verkörperte er den Bösewicht Alberto Falcone. In der Serie Interview with the Vampire stellt er in Rückblicken den jungen Daniel Molloy dar, der regulär von Eric Bogosian gespielt wird. Seine Version der Rolle wurde zentral für eine Episode der zweiten Staffel 2024.
Neben der Schauspielerei ist Field auch als Model und Sänger tätig. 2012 brachte er seine erste Single heraus, die von Guy Chambers geschrieben wurde. Er bildete in Los Angeles mit Camilla Grey die Band Rogues, die 2023 eine erste EP veröffentlichte.

## Filmografie
- 2011: Lotus Eaters
- 2011: Where the Road Meets the Sun
- 2012: Magic Boys
- 2013: You Look Stunning Too (Webserie, 4 Episoden)
- 2014: Blackwood
- 2015: American Poltergeist
- 2015: Emily & Tim
- 2015: Bob Thunder: Internat Assassin
- 2018: One Last Night
- 2019: The Legend of Joan Arc (Animationsfilm, Synchronstimme)
- 2019: Jojo Rabbit
- 2020: All for Nikki
- 2022: Whisper – No Way Out
- seit 2022: Interview with the Vampire (Fernsehserie, 3 Episoden)
- 2023: The Flash